# 마들렌 (2003년 영화)
"마들렌"은 2003년에 개봉한 대한민국의 영화이다.
박광춘 감독은 해당 영화에 앞서 1999년 개봉 예정이었던 <개미지옥>으로 두 번째 메가폰을 잡을 예정이었지만 IMF가 터지면서 투자사들이 발을 빼어 무산됐다.

## 캐스팅
- 조인성 : 강지석 역
- 신민아 : 이희진 역
- 박정아 : 홍성혜 역
- 강래연 : 이유정 역
- 김수로 : 심만호 역
- 최규환 : 박은철 역
- 하정우 : 준호 역
- 안혁모 : 민정태 역
- 강보경 : 어린 이희진 역
- 최호진 : 최대리 역
- 김진혁 : 종철 역